# Acanthotrophon sentus
Acanthotrophon sentus is een slakkensoort uit de familie van de Muricidae. De wetenschappelijke naam van de soort is voor het eerst geldig gepubliceerd in 1969 door Berry.